# Санти Верди
Сантьягу Верди Оливейра Силва (порт. Santiago Verdi Oliveira Silva; родился 5 мая 2008 года в Гимарайнше, Португалия) — португальский футболист, полузащитник второй команды клуба «Витория».

## Клубная карьера
Будучи уроженцем Гимарайнша, Санти Верди занимался футболом в академии местной «Витории» и прошёл через всю детско-юношескую систему этого клуба. В сезоне 2024/25 его стали привлекать к тренировкам и матчам второй команды. Он дебютировал за неё 2 марта 2025 года, заменив Мигела Ногейру на 77-й минуте матча национального чемпионата Португалии против клуба «Ребордоза». Всего в своём первом сезоне на взрослом уровне полузащитник принял участие в 2 встречах четвёртой португальской лиги.

## Карьера в сборной
С 2024 года Санти Верди защищает цвета португальцев на юношеском уровне. В 2025 году в составе сборной Португалии до 17 лет он выступал на юношеском чемпионате Европы в Албании. Полузащитник был игроком замены и принял участие в 4 из 5 матчей турнира, по итогам которого португальцы стали чемпионами Европы среди юношей. Всего за юношеские сборные Португалии Санти Верди отыграл 23 матча.

## Достижения
Сборная Португалии (до 17 лет)
- Чемпион Европы (до 17 лет) (1): 2025